# 小澤勝男
小澤 勝男（おざわ かつお、 - ）は、日本の医学者、医師。専門は心臓血管外科学。静岡済生会総合病院第4代院長。医学博士（名古屋大学）。

## 人物・経歴
1961年、静岡県立静岡高等学校卒業。1967年、名古屋大学医学部卒業。名古屋大学医学部第1外科、米国オハイオ州クリーブランド・クリニック人工臓器部門を経て、1981年、名古屋保険衛生大学医学部外科学助教授。1993年、静岡済生会総合病院第1医療部部長兼心臓血管外科医長。1998年、同院副院長。2001年、静岡済生会総合病院院長兼心臓血管外科科長（〜2009年）。2004年、静岡済生会看護専門学校第5代校長。東海医療工学専門学校校長などを勤めた。東海医療工学専門学校非常勤講師。

## 著書
- 『救急看護処置ハンドブック』 日総研出版 1989.10[5]